# 12196 Weems
12196 Weems è un asteroide della fascia principale. Scoperto nel 1979, presenta un'orbita caratterizzata da un semiasse maggiore pari a 2,4500418 au e da un'eccentricità di 0,1249403, inclinata di 3,65186° rispetto all'eclittica.